# České kláštery benediktinů
Benediktinské kláštery na českém území

## Mužské
- Břevnovský klášter, 993
- klášter Ostrov na Vltavě u Davle, 999–1000
- Sázavský klášter u Benešova, 1032 (do 1097 slovanská bohoslužba)
- Rajhrad, založen knížetem Břetislavem I. roku 1048. Byl prvním na Moravě a byl osazen benediktiny z Břevnova.
- Svatý Jan pod Skalou, pol. 11. stol.
- Hradišťský (u Olomouce), založen knížetem Otou I. roku 1078. Byl druhým na Moravě a roku 1151 byl proměněn v premonstrátský.
- Opatovice nad Labem, kolem 1085
- Třebíč, založen roku 1109 knížaty Oldřichem Brněnským a Lutoldem Znojemským. Ke klášteru náleželo od roku 1195 benediktinské proboštství na Luze u Brna. (dnes Komárov)
- Kladruby u Stříbra, 1115
- Postoloprty ("Porta Apostolorum") u Loun, 1119–1122
- Vilémov u Čáslavi, před 1131
- Podlažice u Chrudimi, před 1160
- Komárov-Luh, 1195
- Těšín, 1211
- Police nad Metují, po 1213
- Orlová, 1269
- Měřín u Velkého Meziříčí, 1298
- Broumovský klášter, 1322
- Emauzský klášter-opatství či klášter Na Slovanech v Praze, 1347
- Klášter svatého Ambrože na Novém Městě pražském, 1354
- Klášter svatého Mikuláše na Starém Městě pražském, 1635

## Ženské
- Klášter svatého Jiří na Pražském hradě, kolem 970, zrušen 1782
- Klášter Teplice, zal. mezi 1160 a 1167, zanikl za husitských válek
- Klášter Pustiměř, 1340–1588
- Klášter Božího Milosrdenství při kostele svatého Ducha na Starém Městě pražském, 1346–1420
- Klášter svatého Gabriela na Smíchově (první ženský klášter beuronské kongregace), zal. 1888, v roce 1919 přestěhován do Bertholdsteinu u Fehringu ve Štýrsku

## Benediktinské komunity dnes
- Břevnov v Praze
- Emauzy v Praze
- Rajhrad u Brna